# De mujer a mujer (película de 1950)
De mujer a mujer es una película histórica española de 1950, dirigida por  Luis Lucia y protagonizada por Amparo Rivelles, Ana Mariscal y Eduardo Fajardo. No fue muy exitosa en la taquilla. Está ambientada en el siglo XIX y era parte de un grupo de películas dramáticas de época que fueron estrenadas por el estudio de grabación más grande de España durante ese periodo, CIFESA.
La película retrata el vínculo emocional que se desarrolla entre la mujer y la amante de un hombre.

## Reparto
- Amparo Rivelles como Isabel
- Ana Mariscal como Enfermera Emilia
- Eduardo Fajardo como Luis
- Manuel Luna como Padre Víctor
- Mariano Asquerino como Pediatra
- Francisco Bernal como José, cochero
- Irene Caba Alba como Enferma mental 1
- Lola del Pino como Soledad, una sirvienta
- Fernando Fernández de Córdoba como Doctor Hernández
- Manolo Fábregas como Javier
- Manuel Guitián como Herrero
- Juanita Mansó como Enferma mental 2
- Arturo Marín como Viandante
- Eloísa Muro como Vicenta - la madre de Isabel
- Antonio Riquelme como Gutiérrez
- Rosario Royo como enfermera Adela
- Selica Torcal como Maribel
- Jesús Tordesillas como Antonio, el padre de Isabel

## Premios
Sexta edición de las Medallas del Círculo de Escritores Cinematográficos
| Categoría              | Persona      | Resultado |
| ---------------------- | ------------ | --------- |
| Mejor actriz principal | Ana Mariscal | Ganadora  |